# Глуховская улица (Чернигов)
Глуховская улица (укр. Глухівська вулиця, до 2023 года — улица Радищева) — улица в Деснянском районе города Чернигова. Пролегает от переулка Нины Сагайдак до 2-го Глуховского переулка (2-го переулка Радищева), исторически сложившаяся местность (район) Бобровица.
Примыкает 1-й Глуховский переулок (1-й переулок Радищева).

## История
Улица Пушкина — в честь русского поэта Александра Сергеевича Пушкина — проложена после Великой Отечественной войны на окраине села Бобровица.
Для упорядочивания наименований улиц переименована, когда село Бобровица вошло в состав города, поскольку в Чернигове уже была улица с данным названием. 
В 1974 году улица Пушкина переименована в улицу Радищева — в честь русского прозаика Александра Николаевича Радищева. По названию улицы названы два переулка: 1-й и 2-й переулки Радищева.
С целью проведения политики очищения городского пространства от топонимов, которые возвеличивают, увековечивают, пропагандируют или символизируют Российскую Федерацию и Республику Беларусь, 21 февраля 2023 года улица получила современное название — в честь города Глухов, согласно Решению Черниговского городского совета № 29/VIII-7 «Про переименование улиц в городе Чернигове» («Про перейменування вулиць у місті Чернігові»). Исходя из переименования улицы, переименованы и два переулка на 1-й Глуховский и 2-й Глуховский переулки.

## Застройка
Улица пролегает в северо-восточном направлении параллельно улице Нины Сагайдак. Парная и непарная стороны улицы заняты усадебной застройкой.
Учреждения: нет